# Новоніколаєвка (Мендикаринський район)
Новонікола́євка (каз. Новониколаев) — село у складі Мендикаринського району Костанайської області Казахстану. Входить до складу Тенізовського сільського округу.
Населення — 30 осіб (2021; 98 у 2009, 267 у 1999, 428 у 1989).